# ダニューブ・ウイングス
ダニューブ・ウイングス(Danube Wings)は、かつてスロバキアのブラチスラヴァ市を拠点とする格安航空会社、VIPウイングス株式会社（VIP Wings, a.s.）が運航していた定期航空便およびチャーター便のブランド名だった。VIPウイングスは2013年11月に業務を停止し、2014年7月に倒産した。

## 概要
VIPウイングスは、2002年からエアタクシー事業を手がけていたVIPエアー有限責任会社（VIP Air, s.r.o.）を母体に、トレンチーン市のチャーター便専門会社、シーグル・ジェット有限責任会社（Seagle Jet, s.r.o.）を吸収合併して2008年11月1日に発足した。株主の内訳は公開されていないが、役員を務めるユライ・ポオールの実父で、政商として知られるŽOSトルナヴァ会長の実業家、ウラジミール・ポオールの傘下にあると見られていた。
フランス製ターボプロップ機のATR72型機3機を導入し、「ダニューブ・ウイングス」のブランド名で2009年から定期便の運航を開始した。ブラチスラヴァ空港とコシツェ空港、ポプラト・タトリ空港間の国内線のほか、スイス、イタリア、クロアチアなどとスロバキア国内3空港を結ぶ定期便およびチャーター便を運航。またイタリアでは国内線も運航した。かつてブラチスラヴァ発のブリュッセル、ダブリン、マンチェスター、ロンドン便も運航していたが、ブラチスラヴァ空港の使用料支払いを巡る問題で一時運休した。
運行開始以後、年間7～8万人の乗客を輸送し、ATR72型機を1機追加購入した2012年度には12万2800人と初めて10万人を超えたが、資金繰りが悪化して翌2013年11月20日に業務を停止。賃金未払いを訴える従業員の訴訟が相次ぎ、いくつかの訴訟では従業員側の訴えを認める会社側敗訴の判決が出たものの、一切支払いに応じないまま2014年7月16日に破産申請を行って倒産した。
2010年1月2日にはポプラト・タトリ空港で、スロバキア国家警察隊国境・外国人警察局の警察官が保安テストのため一般乗客の手荷物に隠した爆薬の1つが、発見できないままダブリン行きのダニューブ・ウイングス8230便（ボーイング737-400型機）に誤って積み込まれ、手荷物の持ち主のスロバキア人がダブリン到着後、アイルランド警察に誤認逮捕される事件が起きた。

## 定期路線
（2010年3月当時、季節運航含む）
| 発着地                     | 路線 |
| -------------------------- | --- |
| ブラチスラヴァ             | ブラチスラヴァ - コシツェ、ブラチスラヴァ - ポプラト・タトリ - コシツェ、ブラチスラヴァ - コシツェ - ポプラト・タトリ、ブラチスラヴァ - バーゼル、ブラチスラヴァ - カターニア、ブラチスラヴァ - スプリト、ブラチスラヴァ - ザダル |
| コシツェ                   | コシツェ - ブラチスラヴァ、コシツェ - ポプラト・タトリ - ブラチスラヴァ、コシツェ - リエカ |
| ポプラト・タトリ           | ポプラト・タトリ - ブラチスラヴァ、ポプラト・タトリ - コシツェ - ブラチスラヴァ |
| バーゼル                   | バーゼル - ブラチスラヴァ |
| ボローニャ                 | ボローニャ - クロトーネ、ボローニャ - レッジョ・ディ・カラブリア |
| ミラノ・ベルガモ           | ミラノ・ベルガモ - オルビア、ミラノ・ベルガモ - クロトーネ |
| カターニア                 | カターニア - ブラチスラヴァ |
| クロトーネ                 | クロトーネ - ボローニャ、クロトーネ - ミラノ・ベルガモ |
| レッジョ・ディ・カラブリア | レッジョ・ディ・カラブリア - ボローニャ |
| オルビア                   | オルビア - ミラノ・ベルガモ |
| スプリト                   | スプリト - ブラチスラヴァ |
| ザダル                     | ザダル - ブラチスラヴァ |
| リエカ                     | リエカ - コシツェ |

## かつての保有機材

### ATR 72-202
| 機体記号 | 座席数 | 運用期間        |
| -------- | ------ | --------------- |
| OM-VRA   | 70     | 2009年 - 2013年 |
| OM-VRB   | 72     | 2009年 - 2013年 |
| OM-VRC   | 72     | 2009年 - 2013年 |
| OM-VRD   | 70     | 2012年 - 2013年 |

### ボーイング737-400
※チェコ航空のウェット・リース
| 機体記号 | 座席数 | 運用期間        |
| -------- | ------ | --------------- |
| OK-WGY   | 140    | 2009年 - 2010年 |